# Macaranga racemosa
Macaranga racemosa är en törelväxtart som beskrevs av John Gilbert Baker. Macaranga racemosa ingår i släktet Macaranga och familjen törelväxter. Inga underarter finns listade i Catalogue of Life.